# Neuville-sur-Oise
Neuville-sur-Oise is een gemeente in Frankrijk. Het ligt op een schiereiland in een lus aan de Oise, iets voordat deze in de Seine uitkomt. De bebouwing van ville nouvelle Cergy-Pontoise en van Neuville-sur-Oise liggen in elkaar geïntegreerd en vormen een onderdeel van de agglomeratie van Parijs.
Er staat een kasteel of landhuis: château de Neuville-sur-Oise, dat is gerestaureerd.
Er ligt station Neuville-Université.

## Kaart
De onderstaande kaart toont de ligging van Neuville-sur-Oise met de belangrijkste infrastructuur en aangrenzende gemeenten.

## Demografie
Onderstaande figuur toont het verloop van het inwonertal, bron: INSEE-tellingen. 

## Websites
- (fr)  Statistische informatie op de website van INSEE

1. ↑  Populations de référence 2022.